# 達仁郷

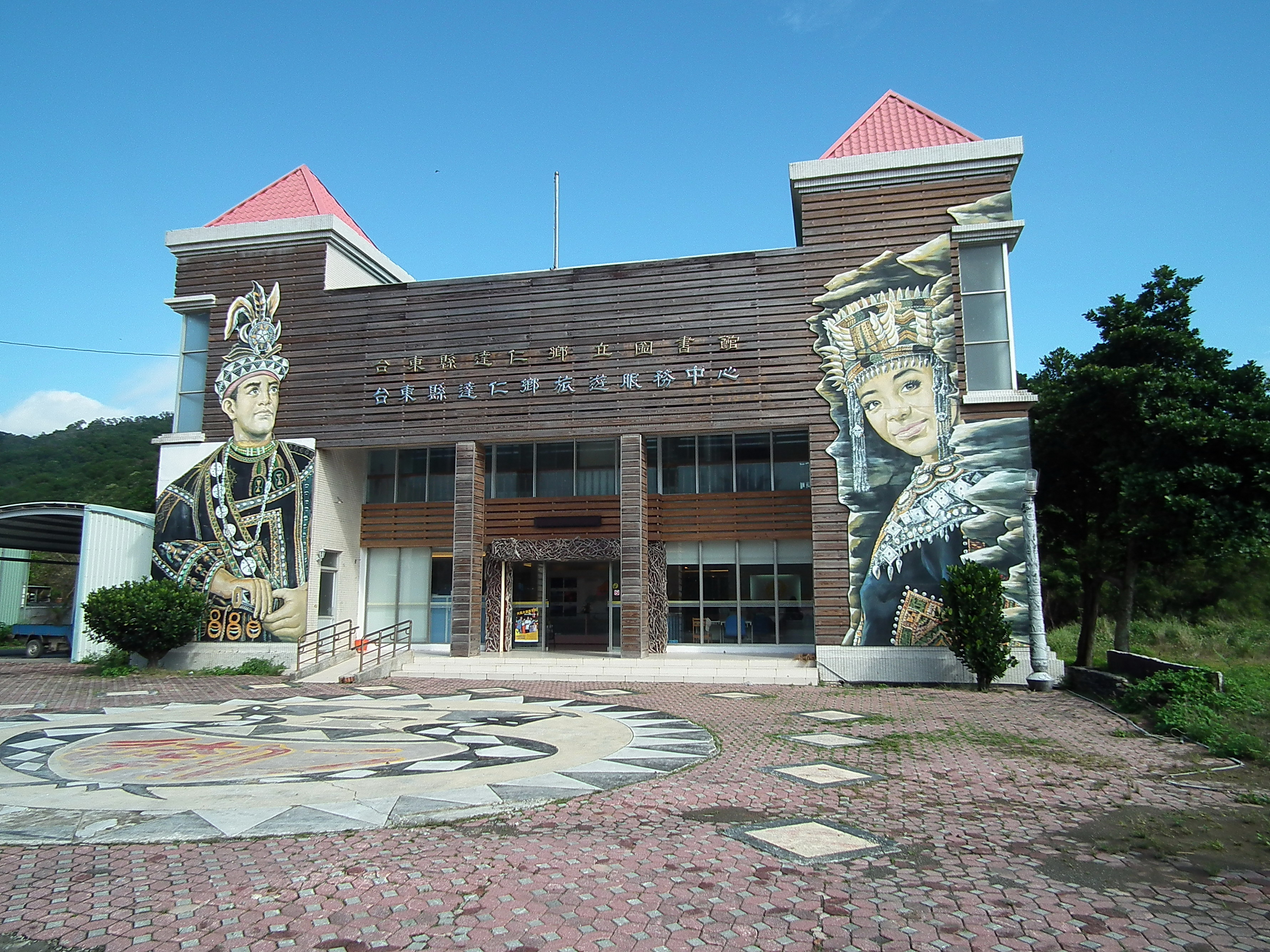
台東県達仁郷立図書館（台東県達仁郷ビジターセンター）

達仁郷（ダーレン/たつじん-きょう）は台湾台東県の郷。

## 地理
達仁郷は台東県南端に位置し、北は金峰郷と、東は大武郷と、東北は太麻里郷と、西は屏東県来義郷、春日郷及び獅子郷と、南は屏東県牡丹郷とそれぞれ接し、南東は太平洋に面している。中央山脈南段の大武山南麓に位置するため、総面積の90%以上が丘陵または山岳地となっており、平地は極めて少ない。郷内は大武渓、安朔渓、楓港渓などが流れている。住民の多くはパイワン族が占めている。

## 歴史
達仁郷は古くは原住民であるパイワン族の活動範囲であり、清代には阿塱衛社が設けられた。「阿塱衛（アロエ、アジョゲツ）」とは「広大な物が漸く縮小すること」をいい、四方に散在していた社民が漸次集合して阿塱衛社を形成したのでこの名が出たという。
日本統治時代、達仁郷の原住民を「トアバル」、「大板鹿」、「タリリク」、「チョカクライ」、「阿塱衛（1926年以前は高雄州潮州郡管下）」の5社に分割し、台東庁大武支庁の管轄とした。その後「大武区」、「大武庄」と行政の変更が行なわれたが、何れも警察による行政、教育、衛生事業が行なわれていた。戦後は台東県大武郷に改編されたが、1946年に大武郷から分割され、安朔渓河口部に位置する「達仁村」を郷名に採用し、達仁郷が設置されて現在に至っている。
また、日本統治時代には森永製菓の農場があり、戦後もそのまま森永村の名前として残っている。

## 行政区
| 村                                             |
| ---------------------------------------------- |
| 台坂村、土坂村、新化村、安朔村、森永村、南田村 |

## 歴代郷長
| 代 | 氏名 | 任期 |
| -- | ---- | ---- |

## 教育

### 国民小学
- 台東県立土坂国民小学
- 台東県立台坂国民小学
- 台東県立安朔国民小学
- 台東県立安朔国小 新化分校

## 交通
| 種別 | 路線名称         | その他   |
| ---- | ---------------- | -------- |
| 省道 | 台9線            | 南廻公路 |
| 省道 | 台26線           |          |
| 県道 | 県道199号 (台湾) |          |

## 観光
- 大武山自然保留区（中国語版）
- 土坂温泉
- 寿峠